# 정당제
정당제(한자: 政黨制, 영어: Party system)는 민주주의 국가에서 정당에 의한 정부의 제도에 관한 비교정치학의 개념이다. 정당이 정부를 통제하고, 대중의 안정적 지지기반을 가지며, 자금, 정보, 공천을 통제하기 위한 내부 메커니즘을 만든다는 기본적인 유사성을 가지고 있다는 생각이다.
정당제의 개념은 미국을 연구하는 유럽 학자들, 특히 제임스 브라이스, 조반니 사르토리, 모이세이 오스트로고르스키에 의해 유래되었으며, 다른 민주주의 국가들로까지 확장되었다. 정당제는 정치적 분열 정도, 의석 대 득표율 비율, 정치 경쟁 진입 장벽으로 구분할 수 있다.

## 종류
- 일당제: 일반적으로 기존 헌법에 따라 단일 정당이 정부를 구성할 권리를 갖거나, 오직 한 정당만이 정치 권력을 독점적으로 통제하는 제도. 예시: 북한, 중국, 쿠바
- 일당우위제: "연속적으로 선거에서 승리하고 앞으로의 패배를 예상할 수 없거나 예측 가능한 미래에 있을 가능성이 없는 정당/정치 조직의 범주"가 있는 제도. 예시: 일본, 러시아, 싱가포르
- 양당제: 일반적으로 중앙 양쪽에 위치한 두 정당 또는 동맹만이 현실적으로 다수를 형성할 가능성이 있는 체제이다. 다른 정당들은 매우 소규모이거나 지역적이거나 하나만 있는 경우가 대부분이다. 예시: 미국, 영국
- 다당제: 여러 정당이 정부 관청을 개별적으로 또는 연합적으로 장악할 수 있는 능력을 가진 제도. 예시: 대한민국, 스웨덴, 아일랜드